# 코넛 공자 아서
코넛 공자 아서(Prince Arthur of Connaught, 1883년 1월 13일 ~ 1938년 9월 12일)는 영국의 육군 장교이다. 빅토리아 여왕의 손자이다.